# Montot (Haute-Saône)
Montot ist eine Gemeinde im französischen Département Haute-Saône in der Region Bourgogne-Franche-Comté.

## Geographie
Montot liegt auf einer Höhe von 230 m über dem Meeresspiegel, 14 Kilometer nördlich von Gray und etwa 48 Kilometer nordwestlich der Stadt Besançon (Luftlinie). Das Dorf erstreckt sich im Westen des Départements, in der Plateaulandschaft nordwestlich des Saônetals, an erhöhter Lage am südlichen Talrand des Salon.
Die Fläche des 10,03 km² großen Gemeindegebiets umfasst einen Abschnitt im Bereich des Plateaus nördlich des Saônetals. Der nördliche Gemeindeteil wird von der Talniederung des Salon eingenommen, der hier mit zahlreichen Windungen durch eine ungefähr ein Kilometer breite Talniederung nach Osten fließt. Die Talaue liegt durchschnittlich auf 205 m. Auch die nördlich des Tals gelegene Anhöhe von Châtelet (221 m) und der unterste Abschnitt des angrenzenden linken Seitentals des Salon gehört zu Montot. 
Vom Flusslauf erstreckt sich das Gemeindeareal südwärts über die Talaue und einen rund 30 m hohen Steilhang bis auf das angrenzende Plateau. Diese Hochfläche, die auf 240 m liegt, besteht aus einer Wechsellagerung von kalkigen und sandig-mergeligen Sedimenten der oberen Jurazeit und des Tertiärs. In der Talniederung und auf dem Plateau herrscht landwirtschaftliche Nutzung vor. Im Süden reicht der Gemeindeboden in die ausgedehnte Waldung des Bois de Vereux. Mit 257 m wird hier die höchste Erhebung von Montot erreicht. 
Nachbargemeinden von Montot sind Delain im Norden, Denèvre im Osten, Vereux im Süden sowie Oyrières, Framont und Achey im Westen.

## Geschichte
Das Gemeindegebiet von Montot war schon sehr früh besiedelt. Es wurden Überreste eines römischen Verkehrswegs und eines gallorömischen Siedlungsplatzes gefunden. Montot wird als Montez und Montoz erwähnt. Der Ortsname leitet sich vom lateinischen Wort mons (Berg) ab und bedeutet mit der Diminutivendung -ot so viel wie kleiner Berg. Im Mittelalter gehörte Montot zur Freigrafschaft Burgund und darin zum Gebiet des Bailliage d’Amont. Die Adelsfamilie von Montot, die seit dem 12. Jahrhundert belegt ist, erhielt die Herrschaft als Lehen von der Familie Vergy. 1641 wurde das Dorf von Truppen des französischen Königs geplündert und zerstört. Zusammen mit der Franche-Comté gelangte Montot mit dem Frieden von Nimwegen 1678 definitiv an Frankreich. Heute ist Montot Mitglied des 42 Ortschaften umfassenden Gemeindeverbandes Communauté de communes des Quatre Rivières.

## Sehenswürdigkeiten
Die einschiffige Kirche Notre-Dame de l'Assomption wurde 1606 an der Stelle einer früheren Kapelle erbaut. Sie besitzt eine bemerkenswerte Ausstattung, darunter der Hauptaltar aus dem 18. Jahrhundert, die reich geschnitzte Holzkanzel sowie Gemälde aus dem 18. und 19. Jahrhundert. 
Erhalten sind zahlreiche Häuser aus dem 17. und 18. Jahrhundert im traditionellen Stil der Haute-Saône sowie der Bergfried des ehemaligen Herrschaftssitzes. 
Die Fontaine du Moulin ist ein Lavoir aus dem 19. Jahrhundert mit Arkadenbögen. Sie diente einst als Viehtränke und Waschhaus. Über den Fluss Salon führt eine siebenbogige Steinbrücke aus dem 18. Jahrhundert.

## Bevölkerung
| Jahr                       | 1962 | 1968 | 1975 | 1982 | 1990 | 1999 |
| Einwohner                  | 134  | 111  | 110  | 119  | 105  | 99   |
| Quellen: Cassini und INSEE |      |      |      |      |      |      |

Mit 136 Einwohnern (1. Januar 2022) gehört Montot zu den kleinen Gemeinden des Département Haute-Saône. Während des gesamten 20. Jahrhunderts wurde ein Bevölkerungsrückgang verzeichnet (1881 wurden noch 258 Personen gezählt).

## Wirtschaft und Infrastruktur
Montot war bis weit ins 20. Jahrhundert hinein ein vorwiegend durch die Landwirtschaft (Ackerbau, Obstbau und Viehzucht) und die Forstwirtschaft geprägtes Dorf. Heute gibt es einzelne Betriebe des lokalen Kleingewerbes. In den letzten Jahrzehnten hat sich das Dorf zu einer Wohngemeinde gewandelt. Viele Erwerbstätige sind deshalb Wegpendler, die in den größeren Ortschaften der Umgebung ihrer Arbeit nachgehen.
Die Ortschaft liegt abseits der größeren Durchgangsachsen an einer Departementsstraße, die von Dampierre-sur-Salon nach Oyrières führt. Weitere Straßenverbindungen bestehen mit Delain und Framont.